# Гірськолижний спорт на зимових Паралімпійських іграх 2014
Змагання з гірськолижного спорту на зимових Паралімпійських іграх 2014 року проходили у Гірськолижному центрі «Роза Хутір» у Сочі з 8 по 16 березня 2014 року. Було розіграно 30 комплектів нагород.

## Класифікація спортсменів
Паралімпійські біатлоністи можуть мати наступні типи порушень: порушення м'язової сили, атетоз, порушення рухового діапазону, гіпертонія, порушення кінцівок, атаксія, різниця у довжині ніг, порушення зору.

Біатлоністи об'єднані у декілька класів, у залежності обмеження рухливості, що викликають їх порушення.

### Спортивні класи LW 1-9: стоячі лижники
Лижники з порушеннями нижніх кінцівок:
- LW 1: порушення, що сильно впливають на обидві ноги, наприклад, ампутація вище коліна обох ніг або значна м'язова слабкість обох ніг.
- LW 2: значне порушення однієї ноги. Деякі лижники, наприклад, мають порушення ноги з народження. Вони використовуватимуть лижні з однією лижею.
- LW 3: порушення обох ніг. Вони використовують лижні з двома лижами і протези. Спортсмени мають незначні проблеми з координацією або м'язову слабкість обох ніг, або ампутацію обох ніг нижче коліна.
- LW 4: порушення однієї ноги, але з меншим впливом ніж у LW 2. Типовими прикладами є ампутації нижче коліна. Вони використовують дві лижі під час гонки.

Лижники з порушеннями верхніх кінцівок:
- LW 5/7: порушення обох кінцівок, що не дозволяє лижнику використовувати лижні палиці. Деякі спортсмени мають ампутації, обмеження м'язової сили або проблеми з координацією. Вони будуть їхати вниз по схилам без лижних палиць.
- LW 6/8: порушення однієї руки, наприклад ампутація вище ліктя. Спортсмен буде використовувати лише одну палицю.

Лижники із комбінованими порушеннями верхніх і нижніх кінцівок:
- LW 9: порушення рук і ніг. Деякі лижники мають проблеми із координацією, такі як спастичність або втрата контролю над одним боком тіла. В залежності від їх здібностей, вони будуть використовувати одну або дві лижі та одну або дві лижні палиці.

### Спортивні класи LW 10-12: сидячі лижники
Усі сидячі лижники мають порушення нижніх кінцівок. Вони поділяються на різні класи в залежності від контролю над тулубом, що є дуже важливим для прискорення і балансування при гонці.
- LW 10: не можуть або мають мінімальну стабільність тулуба, наприклад в результаті травми спинного мозку або розщеплення хребта. Тому вони переважно покладаються на свої руки для маневру лижнями.
- LW 11: спортсмени мають гарні можливості у верхній частині тулуба, але дуже обмежений контроль над нижньою частиною і стегнами, як це у випадку лижників з порушеннями у нижній частині хребта.
- LW 12: спортсмени з нормальними або незначними зниженнями функцій тулуба і порушень ніг., схожі з LW 2-4: порушення ніг, однак нормальний контроль над тулубом. Вони мають право змагатись стоячи або сидячи і обирати бажаний тип катання на першій Класифікації.

### Спортивні класи B1-3: лижники з порушеннями зору
- B1: сліпі або мають дуже низьку гостроту зору. Під час гонки вони носять пов'язки.
- B2: вища гострота зору ніж у B1. Також спортсмени з кутом поля зору менше ніж 10° у діаметрі.
- B3: значне погіршення зору. Спортсмени мають обмежене поле зору, менше за 40° у діаметрі або низьку гостроту зору.

## Змагання
Програма змагань включає 30 видів, 10 для чоловіків і 10 для жінок. Змагання поділяються на три категорії: стоячи, сидячи і з порушенням зору. Стоячі спортсмени — ті, які мають порушення руху, однак можуть використовувати те ж обладнання, що і звичайні біатлоністи, у той час як сидячі спортсмени використовують sitski (спеціальні сані на двох лижах). Лижники з порушеннями зору змагаються разом з напарником без порушення зору, що направляє спортсмена. Така пара вважається однією командою і медалі присуджують обом лижникам.

### Чоловіки
- Швидкісний спуск
  - Стоячи
  - Сидячи
  - З порушеннями зору
- Супергігантський слалом
  - Стоячи
  - Сидячи
  - З порушеннями зору
- Гігантський слалом
  - Стоячи
  - Сидячи
  - З порушеннями зору
- Слалом
  - Стоячи
  - Сидячи
  - З порушеннями зору
- Гірськолижна комбінація
  - Стоячи
  - Сидячи
  - З порушеннями зору

### Жінки
- Швидкісний спуск
  - Стоячи
  - Сидячи
  - З порушеннями зору
- Супергігантський слалом
  - Стоячи
  - Сидячи
  - З порушеннями зору
- Гігантський слалом
  - Стоячи
  - Сидячи
  - З порушеннями зору
- Слалом
  - Стоячи
  - Сидячи
  - З порушеннями зору
- Гірськолижна комбінація
  - Стоячи
  - Сидячи
  - З порушеннями зору

## Результати

### Чоловіки
| Змагання                                    | Золото                                                    | Срібло                                                    | Бронза                                                          |
| ------------------------------------------- | --------------------------------------------------------- | --------------------------------------------------------- | --------------------------------------------------------------- |
| Чоловіки: швидкісний спуск, сидячи          | Акіра Кано (JPN)                                          | Джош Дюк (CAN)                                            | Такесі Судзукі (JPN)                                            |
| Чоловіки: швидкісний спуск, стоячи          | Маркус Зальхер (AUT)                                      | Олексій Бугаєв (RUS)                                      | Вінсан Гот'є-Мануель (FRA)                                      |
| Чоловіки: швидкісний спуск, з вадами зору   | Хон Сантакана Майстегі гайд — Мігель Галіндо Гарсес (ESP) | Мирослав Гараус гайд — Марош Гудик (SVK)                  | Мак Марко гайд — Робін Фемі (CAN)                               |
| Чоловіки: слалом, сидячи                    | Такесі Судзукі (JPN)                                      | Філіпп Бонадіманн (AUT)                                   | Роман Рабль (AUT)                                               |
| Чоловіки: слалом, стоячи                    | Олексій Бугаєв (RUS)                                      | Вінсан Гот'є-Мануель (FRA)                                | Олександр Аляб'єв (RUS)                                         |
| Чоловіки: слалом, з вадами зору             | Валерій Рєдкозубов гайд — Євгеній Героєв (RUS)            | Хон Сантакана Майстегі гайд — Мігель Галіндо Гарсес (ESP) | Крис Вільямсон гайд — Нік Браш (CAN)                            |
| Чоловіки: гігантський слалом, сидячи        |                                                           |                                                           |                                                                 |
| Чоловіки: гігантський слалом, стоячи        |                                                           |                                                           |                                                                 |
| Чоловіки: гігантський слалом, з вадами зору |                                                           |                                                           |                                                                 |
| Чоловіки: супергігант, сидячи               | Акіра Кано (JPN)                                          | Тайкі Морія (JPN)                                         | Калеб Бруссо (CAN)                                              |
| Чоловіки: супергігант, стоячи               | Маркус Зальхер (AUT)                                      | Матіас Ланцингер (AUT)                                    | Олексій Бугаєв (RUS)                                            |
| Чоловіки: супергігант, з вадами зору        | Якуб Крако гайд — Мартін Мотика (SVK)                     | Марк Батум гайд — Каде Ямамото (USA)                      | Мак Марко гайд — Робін Фемі (CAN)                               |
| Чоловіки: суперкомбінація, сидячи           | Джош Дуек (CAN)                                           | Гіт Келхон (USA)                                          | Роман Рабль (AUT)                                               |
| Чоловіки: суперкомбінація, стоячи           | Олексій Бугаєв (RUS)                                      | Матіас Ланцингер (AUT)                                    | Тобі Кейн (AUS)                                                 |
| Чоловіки: суперкомбінація, з вадами зору    | Валерій Рєдкозубов гайд — Євгеній Героєв (RUS)            | Марк Батум гайд — Каде Ямамото (USA)                      | Габріель Хуан Горс Епес гайд — Йозеф Арнау Феррер Вентура (ESP) |
| Чоловіки: пара-сноуборд, стоячи             | Івен Стронг (USA)                                         | Майкл Ші (USA)                                            | Кіт Габел (USA)                                                 |

### Жінки
| Змагання                                 | Золото                                           | Срібло                                         | Бронза                                           |
| ---------------------------------------- | ------------------------------------------------ | ---------------------------------------------- | ------------------------------------------------ |
| Жінки: швидкісний спуск, сидячи          | Анна Шаффельхубер (GER)                          | Алана Ніколс (USA)                             | Лорі Стівенс (USA)                               |
| Жінки: швидкісний спуск, стоячи          | Марі Боше (FRA)                                  | Інга Медведєва (RUS)                           | Елісон Джонс (USA)                               |
| Жінки: швидкісний спуск, з вадами зору   | Генрієта Фаркашова гайд — Наталія Шубртова (SVK) | Джейд Етерінгтон гайд — Каролін Пауелл (GBR)   | Олександра Францева гайд — Павло Заботін (RUS)   |
| Жінки: слалом, сидячи                    | Анна Шаффельхубер (GER)                          | Анна-Лєна Форстер (GER)                        | Кімберли Джойнс (CAN)                            |
| Жінки: слалом, стоячи                    | Андреа Ротфус (GER)                              | Інга Медведєва (RUS)                           | Петра Смарзова (SVK)                             |
| Жінки: слалом, з вадами зору             | Олександра Францева гайд — Павло Заботін (RUS)   | Джейд Етерінгтон гайд — Каролін Пауелл (GBR)   | Генрієта Фаркашова гайд — Наталія Шубртова (SVK) |
| Жінки: гігантський слалом, сидячи        |                                                  |                                                |                                                  |
| Жінки: гігантський слалом, стоячи        |                                                  |                                                |                                                  |
| Жінки: гігантський слалом, з вадами зору |                                                  |                                                |                                                  |
| Жінки: супергігант, сидячи               | Анна Шаффельхубер (GER)                          | Клаудія Льош (AUT)                             | Лорі Стівенс (USA)                               |
| Жінки: супергігант, стоячи               | Марі Боше (FRA)                                  | Солен Жамбак (FRA)                             | Стефані Джелен (USA)                             |
| Жінки: супергігант, з вадами зору        | Келлі Галахер гайд — Шарлотта Іванс (GBR)        | Олександра Францева гайд — Павло Заботін (RUS) | Джейд Етерінгтон гайд — Каролін Пауелл (GBR)     |
| Жінки: суперкомбінація, сидячи           | Анна Шаффельхубер (GER)                          | Анна-Лена Форстер (GER)                        | не вручалась                                     |
| Жінки: суперкомбінація, стоячи           | Марі Боше (FRA)                                  | Андреа Ротфусс (GER)                           | Стефані Джелен (USA)                             |
| Жінки: суперкомбінація, з вадами зору    | Олександра Францева гайд — Павло Заботін (RUS)   | Джейд Етерінгтон гайд — Каролін Пауелл (GBR)   | Даніель Амстед гайд — Роберт Амстед (USA)        |
| Жінки: пара-сноуборд, стоячи             | Бібіан Ментель-Спе (NED)                         | Сесіль Ернандес еп Сервелон (FRA)              | Емі Пьорді (USA)                                 |

## Медальний залік
| Місце  | Країна          | Золото | Срібло | Бронза | Всього |
| ------ | --------------- | ------ | ------ | ------ | ------ |
| 1      | Росія           | 6      | 6      | 4      | 16     |
| 2      | Німеччина       | 6      | 4      | 1      | 11     |
| 3      | Франція         | 5      | 3      | 2      | 10     |
| 4      | Словаччина      | 3      | 2      | 2      | 7      |
| 5      | Японія          | 3      | 1      | 1      | 5      |
| 6      | Австрія         | 2      | 5      | 4      | 11     |
| 7      | Канада          | 2      | 1      | 5      | 8      |
| 8      | США             | 1      | 5      | 8      | 14     |
| 9      | Велика Британія | 1      | 3      | 1      | 5      |
| 10     | Іспанія         | 1      | 1      | 1      | 3      |
| 11     | Нідерланди      | 1      | -      | -      | 1      |
| 11     | Швейцарія       | 1      | -      | -      | 1      |
| 13     | Нова Зеландія   | -      | 1      | -      | 1      |
| 13     | Австралія       | -      | -      | 2      | 2      |
| Всього | Всього          | 32     | 32     | 31     | 95     |